# Neocottus thermalis
Neocottus thermalis är en fiskart som beskrevs av Valentina Grigorievna Sideleva 2002. Neocottus thermalis ingår i släktet Neocottus och familjen Abyssocottidae. Inga underarter finns listade i Catalogue of Life.